# 纽曼式

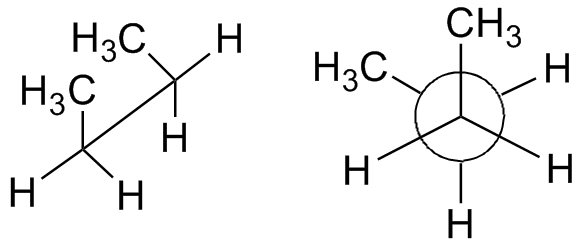
邻交叉式丁烷的锯架式及纽曼式。

纽曼投影式（英語：Newman projection），简称纽曼式，是表示有机化合物立体结构的一种方法，由美国化学家梅爾文·斯賓塞·紐曼于1952年命名。它是沿碳-碳键的键轴的投影，以交叉的三根键表示位于前方的碳原子及其键，以被一个圆挡住的三根键表示位于后方的碳原子及其键。
若该碳-碳键为重叠式构象，六根键中前后两两重合，则通常把后方的键稍微偏转一个角度，以表示出来。
其他表示有机化合物结构的还有伞形式、锯架式、键线式，以及费歇尔投影式和哈沃斯透视式等。